# Suladectes hughesae
Suladectes hughesae är en spindeldjursart. Suladectes hughesae ingår i släktet Suladectes och familjen Hypoderatidae. Utöver nominatformen finns också underarten S. h. antipodus.